# Saint-Estèphe (Gironde)
Pour les articles homonymes, voir Saint-Estèphe.
Saint-Estèphe est une commune du Sud-Ouest de la France, située dans le département de la Gironde, en région Nouvelle-Aquitaine.

## Géographie

### Localisation
Commune du Médoc dans le vignoble de Saint-Estèphe, elle est baignée à l'est par l'estuaire de la Gironde.

### Communes limitrophes
Les communes de Saint-Ciers-sur-Gironde, Braud-et-Saint-Louis et Saint-Androny sont sur la rive droite de l'estuaire de la Gironde.
|              | Saint-Seurin-de-Cadourne | Saint-Ciers-sur-Gironde            |
| Vertheuil    | Saint-Estèphe            | Braud-et-Saint-Louis               |
| Cissac-Médoc | Pauillac                 | Saint-Androny (par un quadripoint) |

### Climat
Pour des articles plus généraux, voir Climat de la Nouvelle-Aquitaine et Climat de la Gironde.
Historiquement, la commune est exposée à un climat océanique aquitain.  
En 2020, Météo-France publie une typologie des climats de la France métropolitaine dans laquelle la commune est exposée à un climat océanique et est dans la région climatique  Littoral charentais et aquitain, caractérisée par une pluviométrie élevée en automne et en hiver, un bon ensoleillement, des hiver doux (6,5 °C), soumis à la brise de mer.
Pour la période 1971-2000, la température annuelle moyenne est de 13,2 °C, avec une amplitude thermique annuelle de 14,2 °C. Le cumul annuel moyen de précipitations est de 847 mm, avec 12,2 jours de précipitations en janvier et 6,2 jours en juillet. Pour la période 1991-2020, la température moyenne annuelle observée sur la station météorologique la plus proche, située sur la commune de Pauillac à 7,46 km à vol d'oiseau, est de 14,0 °C et le cumul annuel moyen de précipitations est de 857,0 mm,. Pour l'avenir, les paramètres climatiques de la commune estimés pour 2050 selon différents scénarios d’émission de gaz à effet de serre sont consultables sur un site dédié publié par Météo-France en novembre 2022.

## Urbanisme

### Typologie
Au 1er janvier 2024, Saint-Estèphe est catégorisée commune rurale à habitat dispersé, selon la nouvelle grille communale de densité à sept niveaux définie par l'Insee en 2022.
Elle est située hors unité urbaine. Par ailleurs la commune fait partie de l'aire d'attraction de Pauillac, dont elle est une commune de la couronne,. Cette aire, qui regroupe 5 communes, est catégorisée dans les aires de moins de 50 000 habitants,.
La commune, bordée par l'estuaire de la Gironde, est également une commune littorale au sens de la loi du 3 janvier 1986, dite loi littoral. Des dispositions spécifiques d’urbanisme s’y appliquent dès lors afin de préserver les espaces naturels, les sites, les paysages et l’équilibre écologique du littoral, tel le principe d'inconstructibilité, en dehors des espaces urbanisés, sur la bande littorale des 100 mètres, ou plus si le plan local d’urbanisme le prévoit.

### Occupation des sols

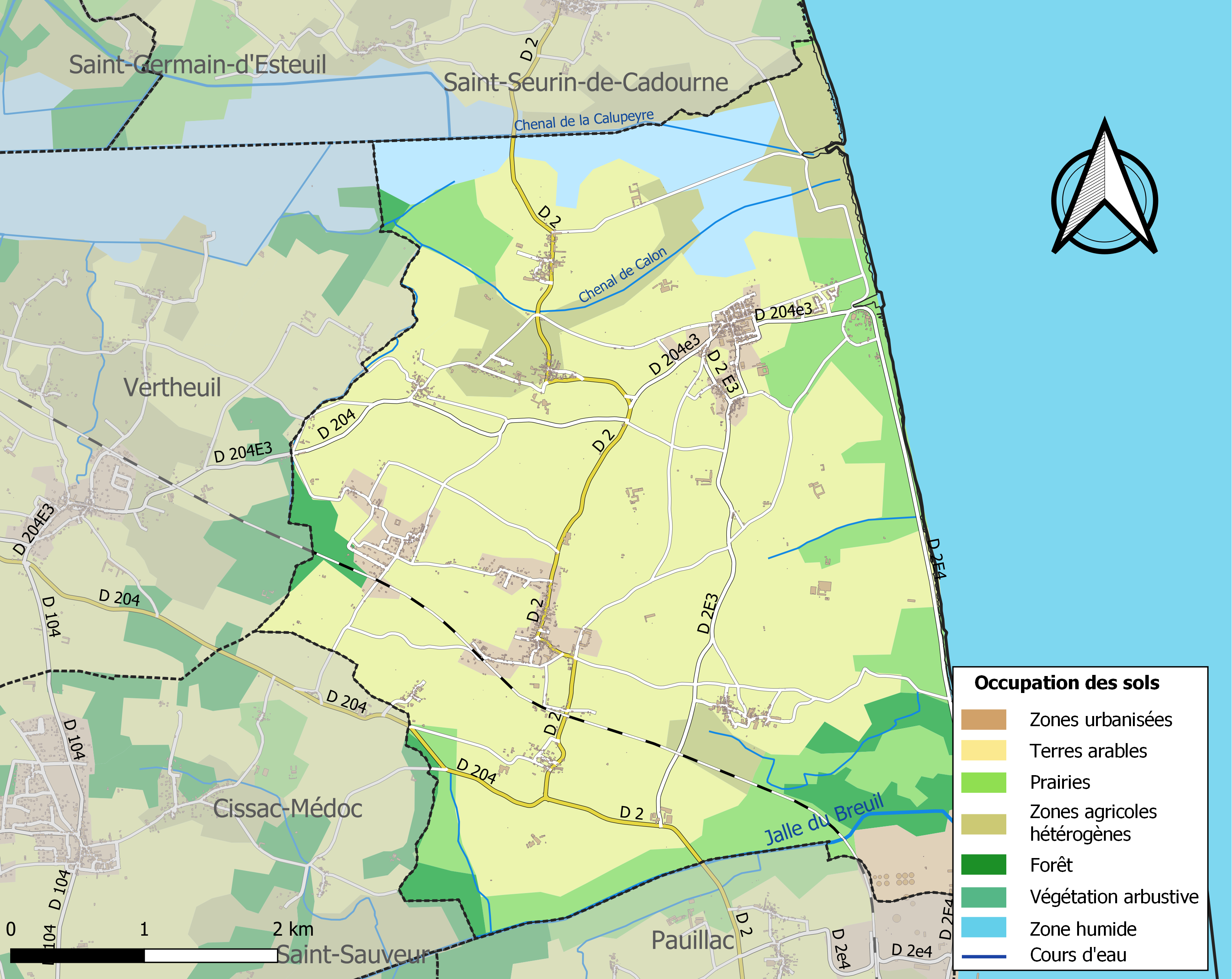
Carte des infrastructures et de l'occupation des sols de la commune en 2018 (CLC).

L'occupation des sols de la commune, telle qu'elle ressort de la base de données européenne d’occupation biophysique des sols Corine Land Cover (CLC), est marquée par l'importance des territoires agricoles (60,4 % en 2018), en diminution par rapport à 1990 (67,2 %). La répartition détaillée en 2018 est la suivante : 
cultures permanentes (44,3 %), eaux maritimes (27,3 %), prairies (9,9 %), zones agricoles hétérogènes (5,5 %), zones humides intérieures (4,7 %), forêts (3,3 %), zones urbanisées (3 %), zones industrielles ou commerciales et réseaux de communication (1,3 %), terres arables (0,7 %). L'évolution de l’occupation des sols de la commune et de ses infrastructures peut être observée sur les différentes représentations cartographiques du territoire : la carte de Cassini (XVIIIe siècle), la carte d'état-major (1820-1866) et les cartes ou photos aériennes de l'IGN pour la période actuelle (1950 à aujourd'hui).

### Risques majeurs
Le territoire de la commune de Saint-Estèphe est vulnérable à différents aléas naturels : météorologiques (tempête, orage, neige, grand froid, canicule ou sécheresse), inondations et séisme (sismicité très faible). Il est également exposé à deux risques technologiques, et  le risque industriel et le risque nucléaire. Un site publié par le BRGM permet d'évaluer simplement et rapidement les risques d'un bien localisé soit par son adresse soit par le numéro de sa parcelle.

#### Risques naturels
Certaines parties du territoire communal sont susceptibles d’être affectées par le risque d’inondation par débordement de cours d'eau, notamment la Jalle du Breuil. La commune a été reconnue en état de catastrophe naturelle au titre des dommages causés par les inondations et coulées de boue survenues en 1982, 1983, 1988, 1999, 2009, 2011 et 2014,.

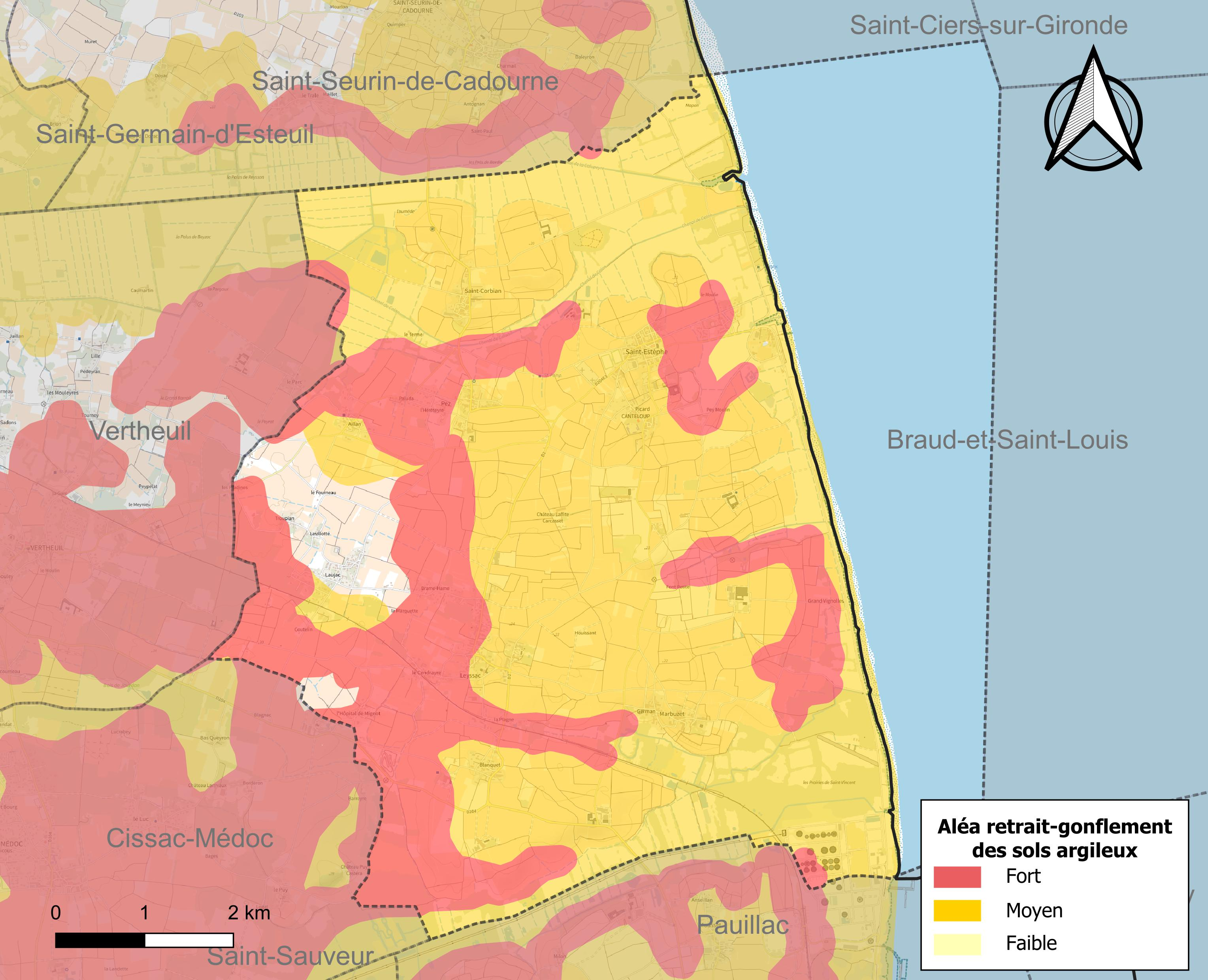
Carte des zones d'aléa retrait-gonflement des sols argileux de Saint-Estèphe.

Le retrait-gonflement des sols argileux est susceptible d'engendrer des dommages importants aux bâtiments en cas d’alternance de périodes de sécheresse et de pluie. 70,4 % de la superficie communale est en aléa moyen ou fort (67,4 % au niveau départemental et 48,5 % au niveau national). Sur les 1 041 bâtiments dénombrés sur la commune en 2019, 938 sont en aléa moyen ou fort, soit 90 %, à comparer aux 84 % au niveau départemental et 54 % au niveau national. Une cartographie de l'exposition du territoire national au retrait gonflement des sols argileux est disponible sur le site du BRGM,.
Concernant les mouvements de terrains, la commune a été reconnue en état de catastrophe naturelle au titre des dommages causés par la sécheresse en 2012 et par des mouvements de terrain en 1999.

#### Risques technologiques
La commune est exposée au risque industriel du fait de la présence sur son territoire d'une entreprise soumise à la directive européenne SEVESO.
La commune étant située totalement dans le périmètre du plan particulier d'intervention (PPI) de 20 km autour de la centrale nucléaire du Blayais, elle est exposée au risque nucléaire. En cas d'accident nucléaire, une alerte est donnée par différents médias (sirène, sms, radio, véhicules). Dès l'alerte, les personnes habitant dans le périmètre de 2 km se mettent à l'abri. Les personnes habitant dans le périmètre de 20 km peuvent être amenées, sur ordre du préfet, à évacuer et ingérer des comprimés d’iode stable,,.

## Histoire
Des traces d'implantation humaines sont attestées dans ce secteur au néolithique (outils lithiques, haches polies) et à l'âge du bronze (haches à rebords).

## Politique et administration
En 1958, la mairie s'installe dans le château Canteloup.

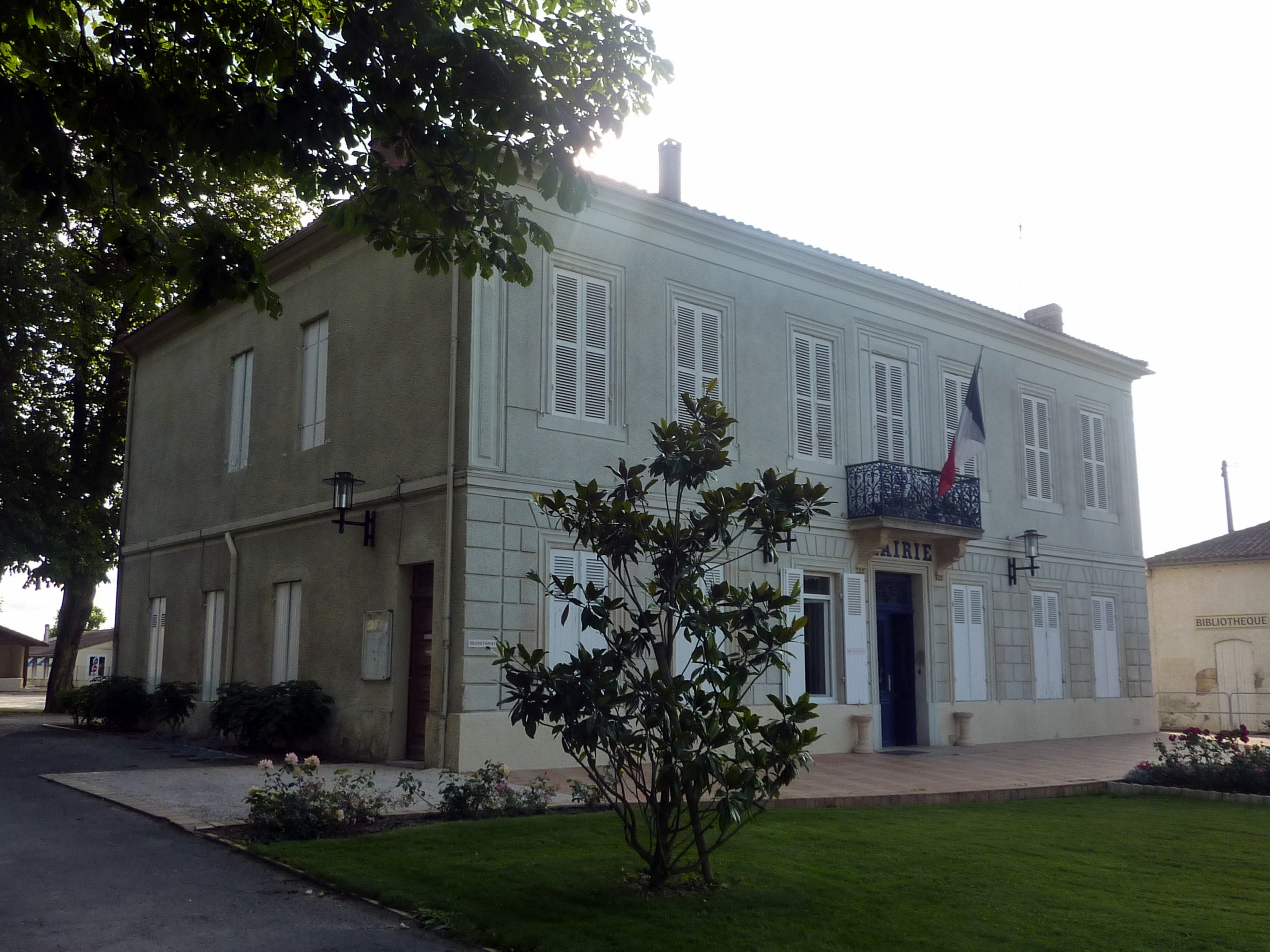
La mairie.

| Période                                  | Période  | Identité                  | Étiquette | Qualité                                |
| ---------------------------------------- | -------- | ------------------------- | --------- | -------------------------------------- |
| mars 2001                                | 2008     | Roger Couratin-Perlemoine |           |                                        |
| mars 2008                                | En cours | Michelle Saintout         | DVG-PS    | Conseillère départementale depuis 2021 |
| Les données manquantes sont à compléter. |          |                           |           |                                        |

## Démographie
L'évolution du nombre d'habitants est connue à travers les recensements de la population effectués dans la commune depuis 1793. Pour les communes de moins de 10 000 habitants, une enquête de recensement portant sur toute la population est réalisée tous les cinq ans, les populations de référence des années intermédiaires étant quant à elles estimées par interpolation ou extrapolation. Pour la commune, le premier recensement exhaustif entrant dans le cadre du nouveau dispositif a été réalisé en 2006.

En 2022, la commune comptait 1 629 habitants, en évolution de +0,25 % par rapport à 2016 (Gironde : +6,91 %, France hors Mayotte : +2,11 %).
| 1793  | 1800  | 1806  | 1821  | 1831  | 1836  | 1841  | 1846  | 1851  |
| ----- | ----- | ----- | ----- | ----- | ----- | ----- | ----- | ----- |
| 1 759 | 1 595 | 1 541 | 1 829 | 2 181 | 2 145 | 2 220 | 2 310 | 2 327 |

| 1856  | 1861  | 1866  | 1872  | 1876  | 1881  | 1886  | 1891  | 1896  |
| ----- | ----- | ----- | ----- | ----- | ----- | ----- | ----- | ----- |
| 2 372 | 2 455 | 2 570 | 2 664 | 2 687 | 2 936 | 2 967 | 3 057 | 3 137 |

| 1901  | 1906  | 1911  | 1921  | 1926  | 1931  | 1936  | 1946  | 1954  |
| ----- | ----- | ----- | ----- | ----- | ----- | ----- | ----- | ----- |
| 2 960 | 2 968 | 2 910 | 2 487 | 2 410 | 2 426 | 2 334 | 2 102 | 2 059 |

| 1962  | 1968  | 1975  | 1982  | 1990  | 1999  | 2006  | 2011  | 2016  |
| ----- | ----- | ----- | ----- | ----- | ----- | ----- | ----- | ----- |
| 2 120 | 2 171 | 2 317 | 2 118 | 1 918 | 1 799 | 1 683 | 1 642 | 1 625 |

| 2021  | 2022  | - | - | - | - | - | - | - |
| ----- | ----- | - | - | - | - | - | - | - |
| 1 617 | 1 629 | - | - | - | - | - | - | - |

## Culture locale et patrimoine

### Lieux et monuments

#### Patrimoine religieux
- L'église Saint-Étienne de Saint-Estèphe (Saint-Étienne) date initialement du XIe siècle, mais a été reconstruite à partir de 1764 et terminée au XIXe siècle. Elle est de style baroque. Elle est classée monument historique depuis 1995[29] pour son décor intérieur.

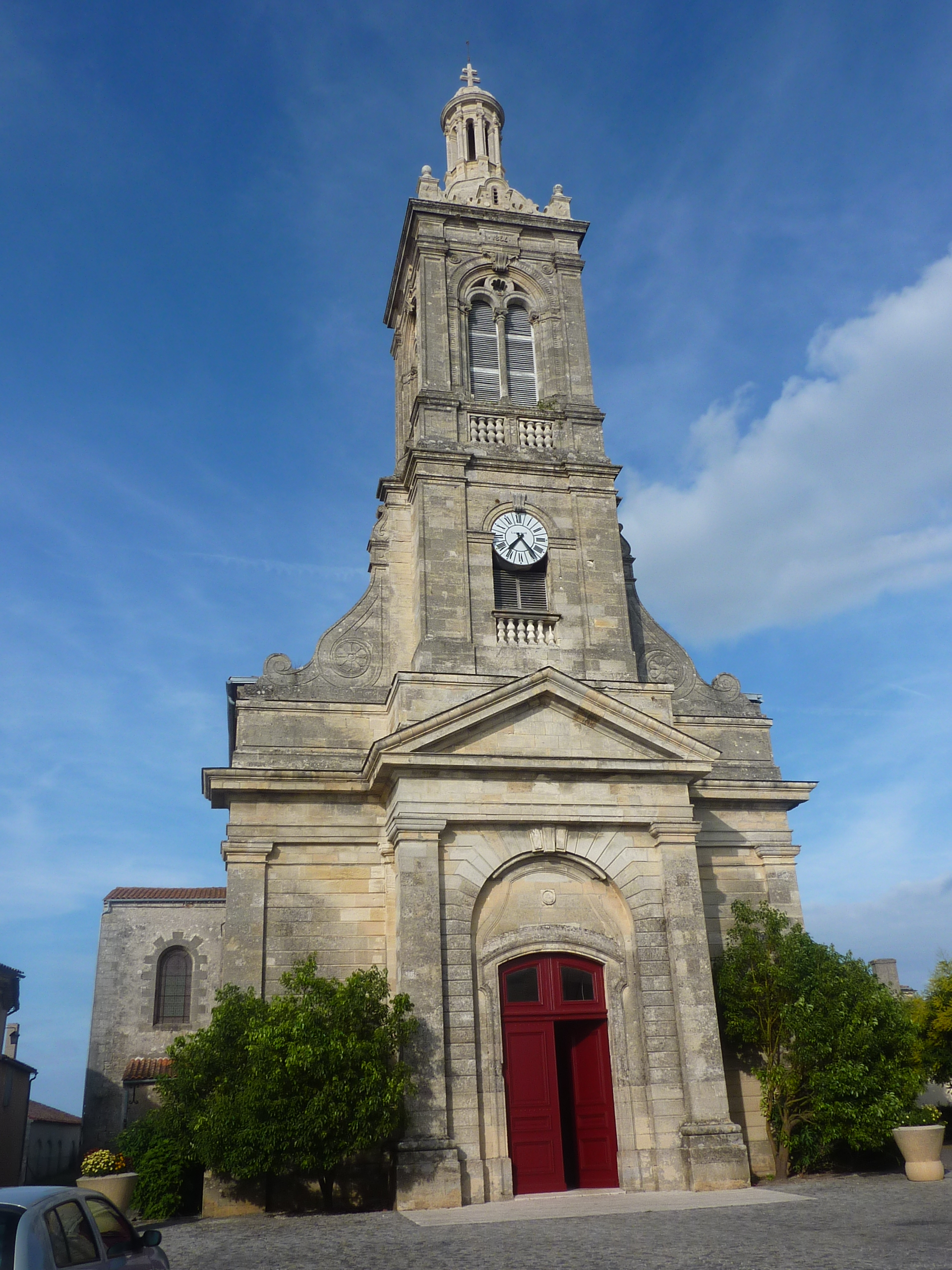
La façade et le clocher.
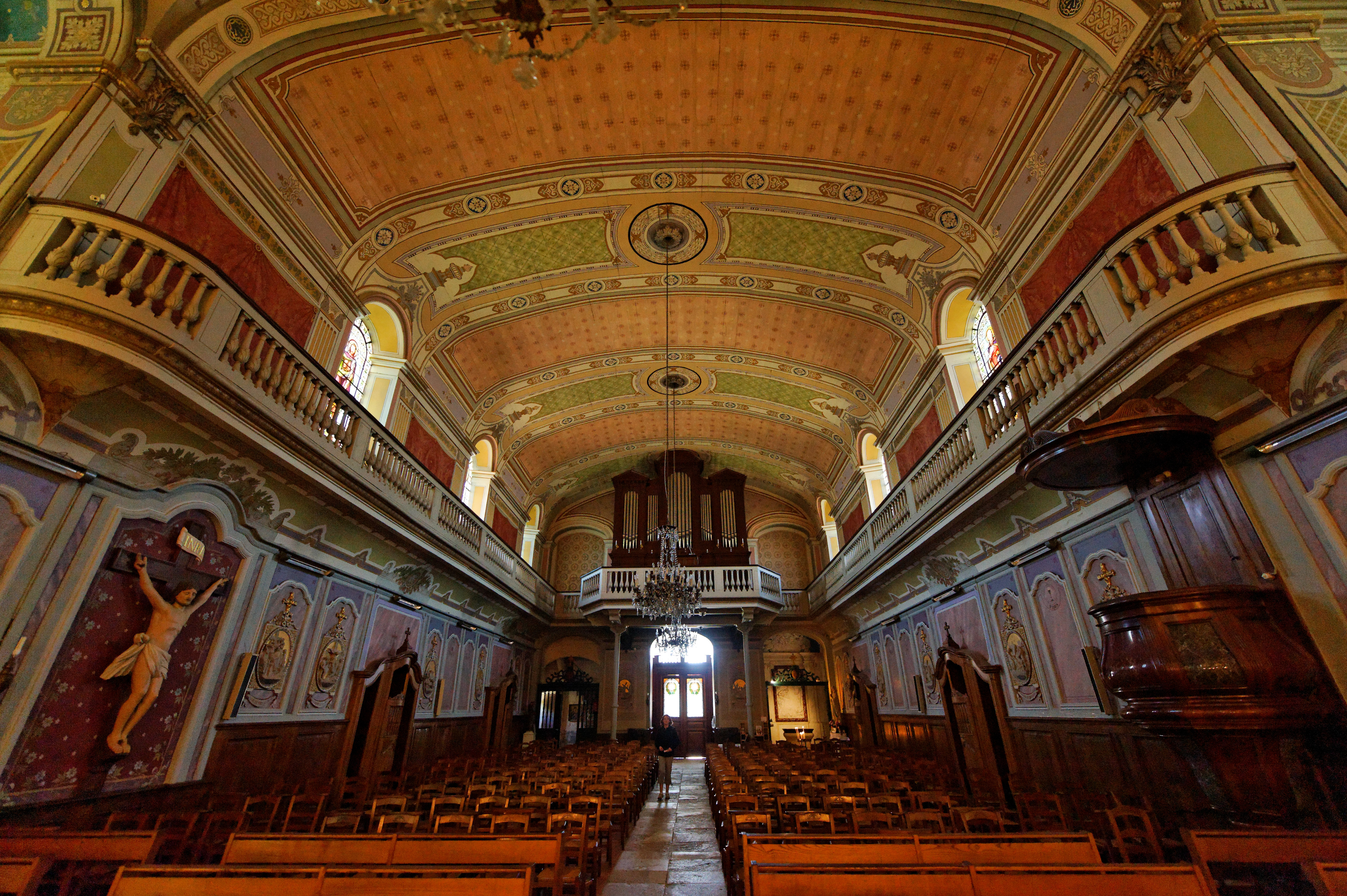
La nef.
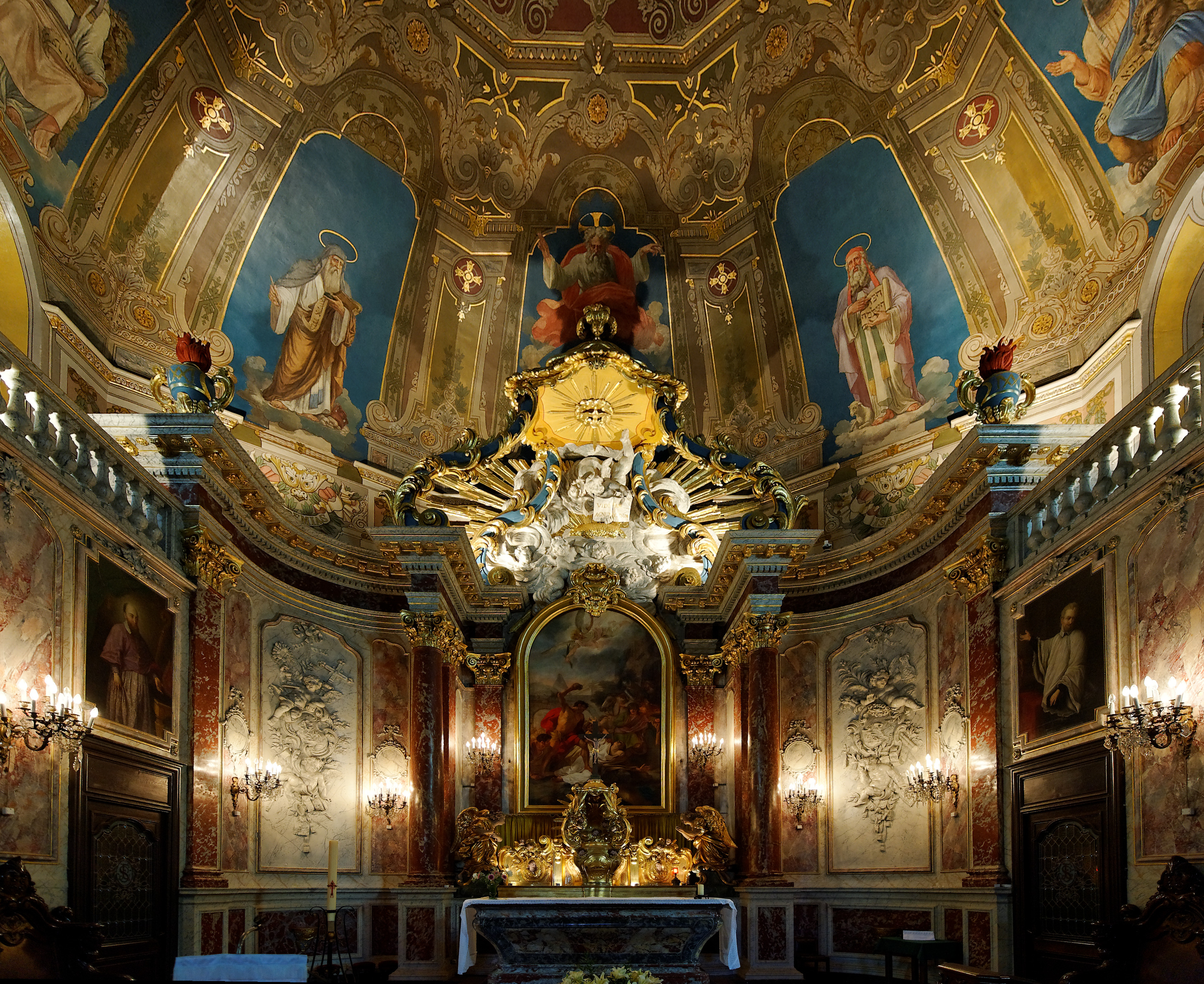
Le chœur.

#### Patrimoine civil
- Château Haut-Marbuzet
- Château Les Ormes de Pez
- Château Phélan Ségur
- Château de Pez
- Château Cos d'Estournel
- Château Montrose
- Château Calon-Ségur
- Château Cos Labory
- Château Lafon-Rochet
- Château Laffitte Carcasset

### Personnalités liées à la commune
- Henri II de France (XVIe siècle), roi de France de 1547 à 1559, donnait des rendez-vous galants à Diane de Poitiers au château La Haye, à Saint-Estèphe ;
- Diane de Poitiers (XVIe siècle), favorite du roi Henri II ;
- Jacques Gardelles (1920-1994), historien, archéologue ;
- Martin Bouygues (1952-), homme d'affaires français, PDG du groupe Bouygues, propriétaire à Saint-Estèphe ;

### Jumelages
- Bevern (Allemagne) depuis 1986[30].

### Héraldique
| Armes | Les armes de Saint-Estèphe se blasonnent ainsi : Parti, au premier de sinople au cep de vigne feuillé d'argent, tortillé sur son échalas du même, fruité de cinq grappes de raisin de gueules, deux à dextre et trois à senestre, au second de gueules à la nef équipée et habillée d'or, flammée d'argent, voguant sur une mer du même ; le tout sommé d'un chef d'azur chargé de trois coquilles d'or. |